# باتريك كارني
باتريك كارني (بالإنجليزية: Patrick Carney)‏ هو منتج أسطوانات وملحن وطبال وكاتب أغاني وعازف قيثارة وموسيقي أمريكي، ولد في 15 أبريل 1980 في آكرون في الولايات المتحدة.

## وصلات خارجية
- باتريك كارني على موقع IMDb (الإنجليزية)
- باتريك كارني على موقع روتن توميتوز (الإنجليزية)
- باتريك كارني على موقع ميوزك برينز (الإنجليزية)
- باتريك كارني على موقع رولينغ ستون (الإنجليزية)
- باتريك كارني على موقع أول ميوزيك (الإنجليزية)
- باتريك كارني على موقع ديسكوغز (الإنجليزية)
- باتريك كارني على موقع قاعدة بيانات الفيلم (الإنجليزية)